# «Юнона» и «Авось» (спектакль)
«„Юно́на“ и „Аво́сь“» — спектакль по одноимённой рок-опере композитора Алексея Рыбникова на либретто Андрея Вознесенского, поставленный Марком Захаровым в 1981 году на сцене Московского театра имени Ленинского комсомола. Со дня премьеры был показан более полутора тысяч раз, став своеобразной визитной карточкой «Ленкома». Оригинальная постановка была записана для телевидения в 1983 году; вторая телевизионная версия создана в 2002-м.
В названии рок-оперы и спектакля использованы имена парусных судов «Юнона» и «Авось» калифорнийской экспедиции Николая Резанова (1764—1807) — русского дипломата и путешественника, одного из основателей торговой Российско-американской компании. События последних лет жизни Резанова, в том числе история его знакомства, обручения и несостоявшегося брака с Консепсьон Аргуэльо — Кончитой (1791—1857), пятнадцатилетней дочерью коменданта Сан-Франциско, составили сюжетную основу произведения.

## История спектакля
В 1975 году Алексей Рыбников написал для «Ленкома» рок-оперу «Звезда и смерть Хоакина Мурьеты»; спектакль пользовался большим успехом, и в 1978 году композитор предложил Марку Захарову новый совместный проект. Как рассказывал впоследствии Андрей Вознесенский, Марк Захаров хотел создать спектакль по мотивам «Слова о полку Игореве», но Вознесенского идея не увлекла, и он предложил свою поэму под названием «Авось!» — о русском путешественнике Николае Петровиче Резанове (1764—1807). Поэма Захарову понравилась, но для создания «современной оперы» Вознесенскому пришлось сочинить новые сцены и арии.
Премьера спектакля состоялась 8 июля 1981 года, и с тех пор, уже 40 лет, он не сходит со сцены «Ленкома». В 1983 году спектакль был записан по трансляции для телевидения с первым составом исполнителей. В том же году знаменитый французский кутюрье Пьер Карден представил «„Юнону“ и „Авось“» французской публике в театре «Эспас Карден» в Париже, затем последовали триумфальные гастроли по всему миру: спектакль был показан в США, Германии, Голландии и других странах. В 1990 году рок-опера «„Юнона“ и „Авось“» в течение двух месяцев шла в Сити-центре Нью-Йорка.
В 1984 году из «Ленкома» ушёл Павел Смеян, игравший в спектакле Главного Сочинителя, и Марку Захарову пришлось разделить его роль между двумя исполнителями — актёром и певцом. С тех пор в спектакле два Сочинителя — Первый и Второй.
В 2001 году «„Юнона“ и „Авось“» отмечала своё 20-летие. За эти годы в театре значительно обновился состав исполнителей, и лишь Николая Резанова бессменно играл Николай Караченцов. К юбилею спектакля была создана его новая телевизионная версия, а также снят документальный фильм «„Юнона“ и „Авось“. Аллилуйя Любви» — об истории создания самой рок-оперы и спектакля «Ленкома». Интересен тот факт, что в титрах второй телеверсии Главным сочинителем значится Дмитрий Марьянов, а Геннадий Трофимов и Павел Смеян — Первым и Вторым солистами (здесь одна роль разделена даже не на двух, а на трёх исполнителей).
Состав исполнителей обновлялся ещё не раз. По состоянию на 2022 год главную роль в очередь исполняют Дмитрий Певцов и Семён Шкаликов, Кончиту играют Александра Волкова и Алёна Митрошина. Второго сочинителя уже не одно десятилетие поёт Геннадий Трофимов, но теперь уже в очередь с сыном — Ильёй Трофимовым.

«„Юнона“ и „Авось“»: главные создатели рок-оперы и спектакля
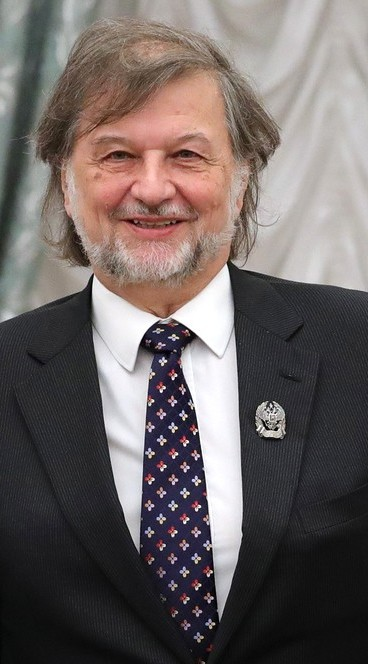
Алексей Рыбников — композитор
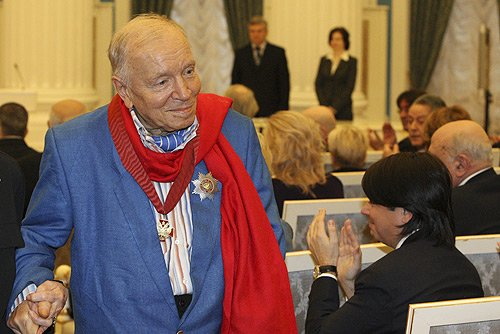
Андрей Вознесенский — автор либретто
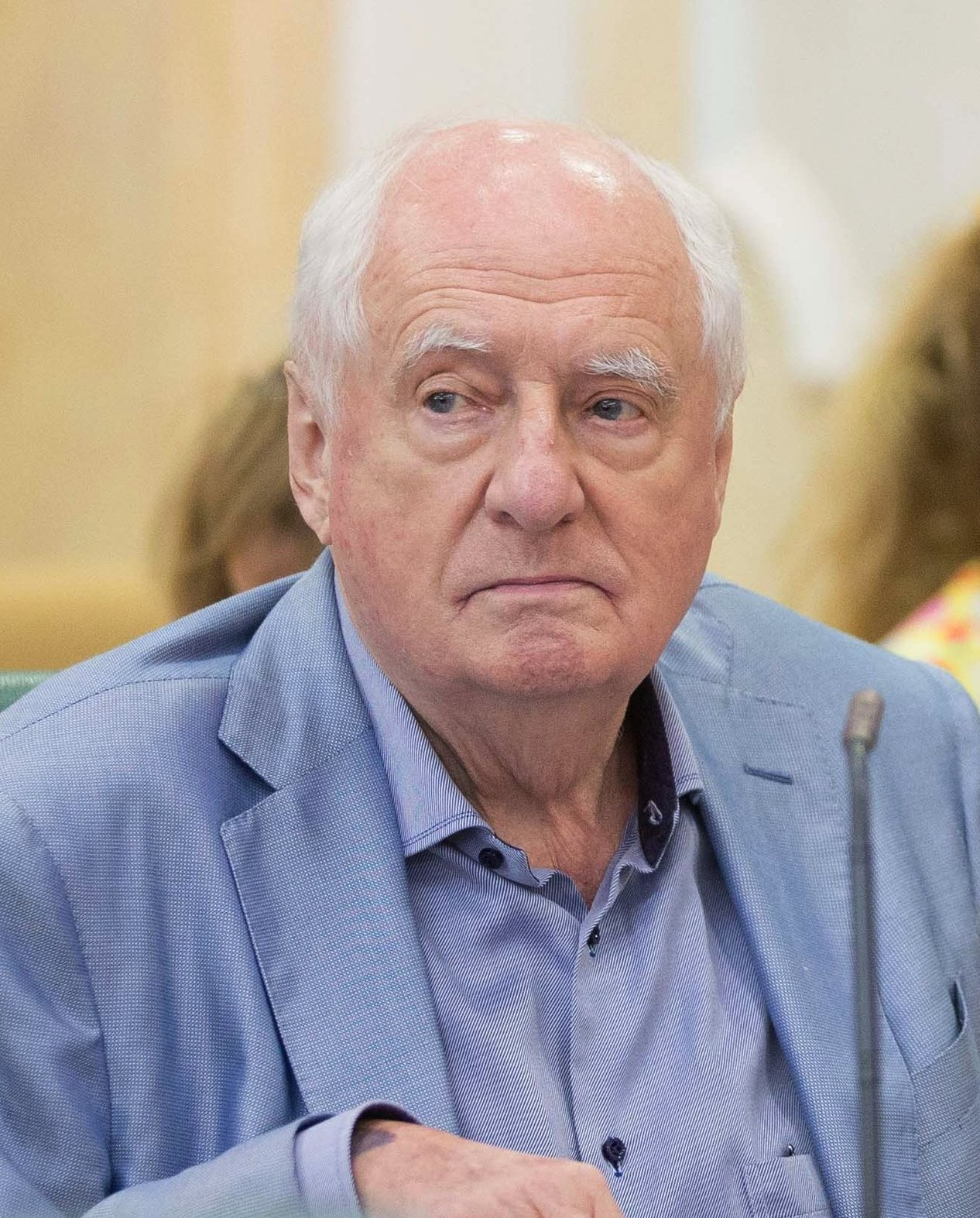
Марк Захаров — режиссёр-постановщик
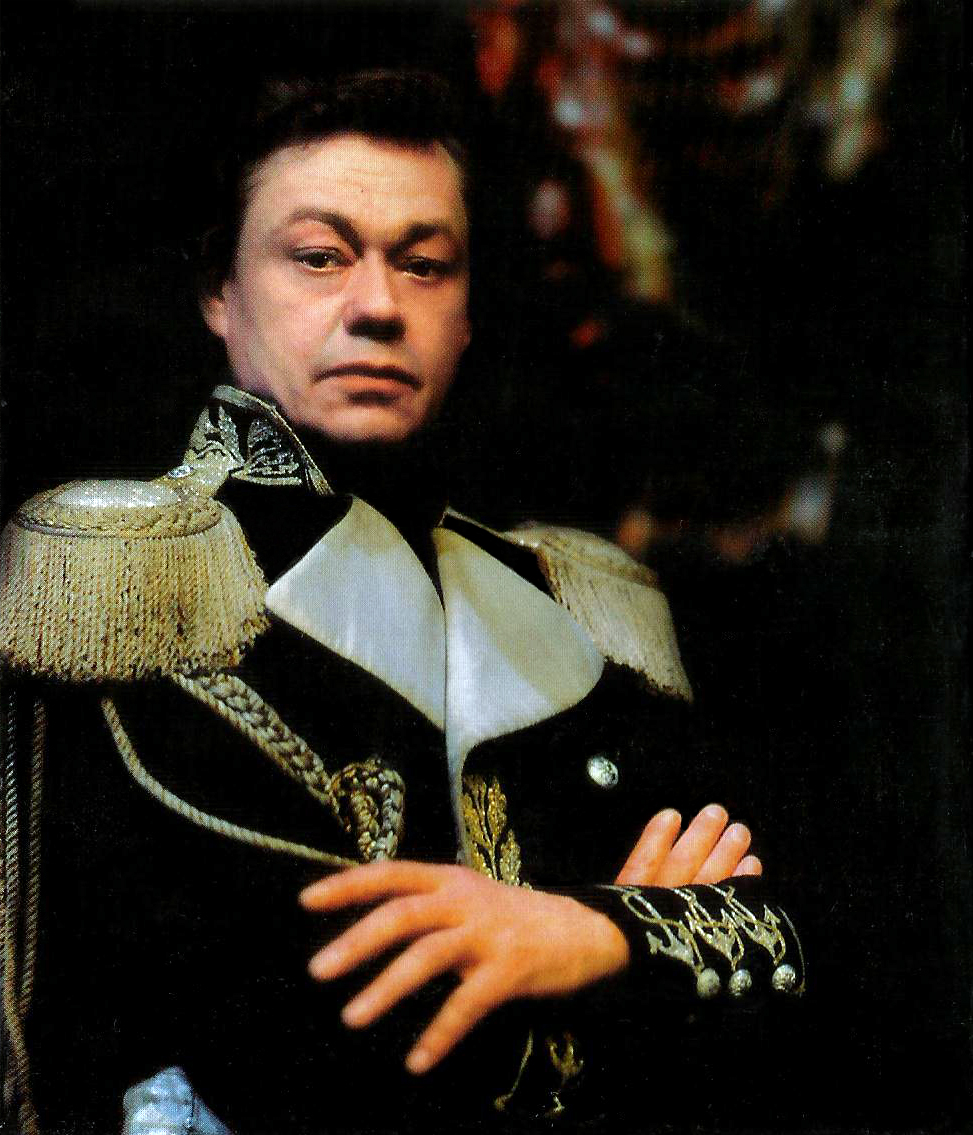
Николай Караченцов — первый исполнитель партии Николая Резанова
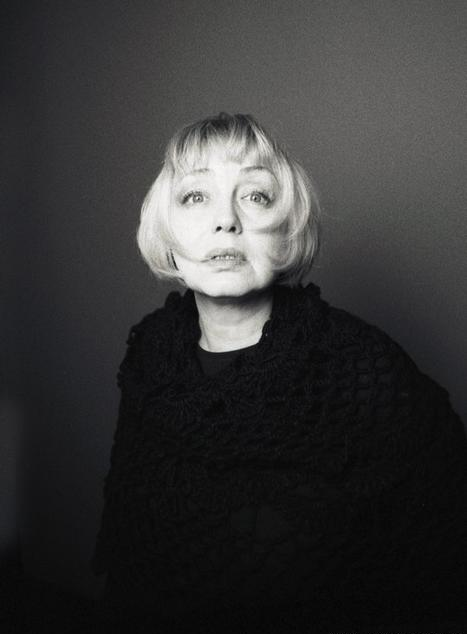
Елена Шанина — первая исполнительница партии Консепсьон Аргуэльо

## Сюжет
«Юнона» и «Авось» — два парусных корабля, на которых в 1806 году экспедиция во главе с графом Николаем Резановым, управляющим Российско-американской компании, отправилась в далёкую Калифорнию для налаживания торговых связей между компанией и испанскими колонистами.
По прибытии в Калифорнию, на балу, Резанов знакомится с дочерью испанского губернатора Сан-Франциско — пятнадцатилетней Аргуэльо Консепсьон (Кончитой). Их взаимное влечение вызывает ревность и законное негодование жениха Кончиты, сеньора Фернандо. Резанов обольщает Кончиту. Фернандо вызывает его на дуэль, и скандал, вызванный неблаговидным поступком графа, вынуждает его покинуть Калифорнию. Кончита тайно совершает помолвку с Резановым, но на обратном пути в Петербург тот умирает в Красноярске от простуды.
Как сообщают зрителям Сочинители, Кончита ждала Резанова тридцать пять лет. Узнав о его смерти, она постриглась в монахини. По словам Алексея Рыбникова, он писал музыку специально для Караченцова и Шаниной.

## Действующие лица и исполнители
- Граф Николай Резанов, действительный камергер — Николай Караченцов (в обеих телеверсиях, также играл эту роль в спектакле в 1981—2005 годов), с 2005 года и по настоящее время — Дмитрий Певцов, с 2006 по 2016 год — Виктор Раков, с 2014 по 2022 год — Семён Шкаликов, с 2022 года — Сергей Пиотровский, Игорь Коняхин.
- Кончита — Елена Шанина (в 1-й т/в, а также играла эту роль в спектакле в 1981—1990 годов), Анна Большова (во 2-й т/в, а также играла эту роль в спектакле в 1999—2005 годов), а также Алёна Хмельницкая (играла в спектакле в 1990—1994 годов), Инна Пиварс (играла в спектакле в 1990—1999 годов), Алла Юганова (играла в спектакле с 2005 года по 2016 год), Анна Зайкова. По состоянию на 2025 год — Александра Волкова, Алёна Митрошина, Сафия Яруллина.
- Человек от театра, пылающий еретик и Фернандо Лопес — Александр Абдулов (в 1-й т/в), Виктор Раков (во 2-й т/в). По состоянию на 2025 год  — Станислав Рядинский, Алексей Кокорин, Роман Рахимов.
- Главный Сочинитель — Павел Смеян (в 1-й т/в, также играл эту роль в спектакле в 1981—1984 годов), Дмитрий Марьянов (во 2-й т/в), Сергей Чонишвили (играл в спектакле в 2004—2012 годов)
- Первый сочинитель — Геннадий Трофимов (во 2-й т/в), с 2008 года — Илья Трофимов, Андрей Сергиевский
- Второй сочинитель — Павел Смеян (во 2-й т/в, также играл эту роль в спектакле в 1994—2007 годов). По состоянию на 2025 год — Алексей Скуратов, Илья Халмурзаев.
- Граф Алексей Румянцев — Владимир Ширяев (с 1981 года по 2013 год; в обеих телеверсиях), Сергей Дьячковский. По состоянию на 2025 год — Павел Капитонов, Леван Мсхиладзе.
- Губернатор Сан-Франциско Хосе Дарио Аргуэльо, отец Кончиты — Владимир Ширяев (с 1981 года по 2013 год; в обеих телеверсиях), Сергей Дьячковский. По состоянию на 2025 год — Павел Капитонов, Леван Мсхиладзе.
- Падре Абелья — Виллор Кузнецов (в обеих телеверсиях)
- Женщина с младенцем — Людмила Поргина (в обеих телеверсиях)
- Морские офицеры — В. Белоусов, Р. Овчинников, Владимир Кузнецов, С. Греков (в 1-й т/в), Борис Чунаев, Владимир Кузнецов, Павел Капитонов, Сергей Горобченко (во 2-й т/в)
- Офицер-переводчик — Михаил Поляк (в телеверсии 1983 г.), Р. Овчинников, Павел Капитонов (во 2-й т/в)
- Поющая маска — Александр Садо (в обеих телеверсиях; с 1981 года и по настоящее время)
- Голос Богоматери — Жанна Рождественская (в обеих телеверсиях)
- Испанские дамы — Ирина Алфёрова, Людмила Поргина, Людмила Артемьева, Александра Захарова, Т. Рудина, Т. Дербенёва, Виктория Соловьёва, Наталья Щукина (во 2-й т/в)
- В эпизодах и массовых сценах — артисты театра.

## Создатели спектакля
- Режиссёр — Марк Захаров
- Художник — Олег Шейнцис
- Хореограф — Владимир Васильев
- Художник по костюмам — Валентина Комолова
- Концертмейстер — Дмитрий Кудрявцев[10]
- Ансамбль театра «Рок-Ателье» (1981—1987) и ансамбль «Аракс» (с 1987)

### Создатели телеверсии 2001 года
- Продюсеры — Андрей Дробышев, Владимир Солодовников
- Оператор — Игорь Клебанов
- Запись музыки произведена на студии Алексея Рыбникова
- Музыкальное продюсирование и запись музыки — Дмитрий Рыбников
- Режиссёр монтажа — Раду Крихан

## Спектакль в нумизматике
В мае 2011 года монетный двор Польши по заказу правительства острова Ниуэ выпустил серебряную монету достоинством в 1 новозеландский доллар, посвящённую рок-опере и спектаклю театра «Ленком». На оборотной стороне монеты изображены Николай Караченцов и Елена Шанина в ролях Резанова и Кончиты, а также размещена надпись «Юнона и Авось» [sic] на русском языке.